# ریخت‌زایی نوری
ریخت‌زایی نوری (به انگلیسی: Photomorphogenesis) در زیست‌شناسی رشد، به فرایند تغییر در رشد گیاه بر اساس پاسخ به طیف نوری اطلاق می‌شود. این یک فرایند کاملاً جدا از فتوسنتز است که نور به عنوان منبع انرژی مورد استفاده قرار می‌گیرد. فیتوکرومها، کریپتوکرومها و فتوتروپینها گیرنده‌های حساس فوتوکرومی هستند که اثر ریخت‌زایی نوری را نسبت به UV-A، UV-B، آبی و قرمز از طیف الکترومغناطیسی محدود می‌کند.
ریخت‌زایی نوری گیاهان اغلب با استفاده از منابع نور با شدت فرکانس کنترل شده برای رشد گیاهان مورد مطالعه قرار می‌گیرد. حداقل سه مرحله رشد گیاه وجود دارد که در آن ریخت‌زایی نوری اتفاق می‌افتد: جوانه زنی بذر، رشد نهال و تغییر از مرحله رویشی به مرحله گلدهی در طی مرحله نوردورگی.

## تاریخچه
ثئوفراستوس احتمالاً اولین کسی است که به ریخت‌زایی نوری اشاره کرده‌است. او ویژگی‌های مختلف چوب درختان قهوه ای که در سطوح مختلف نور رشد کرده‌اند را توصیف می‌کند، که احتمالاً به دلیل اثر «دوری از سایه» است. در سال ۱۶۸۶، جان ری در کتاب خود به عنوان تاریخچه گیاهان به اثرات اتیلن در رشد گیاه اشاره کرد. شارل بونه در سال ۱۷۵۴ با توضیح تجربیات خود، اصطلاح «بی‌رنگ‌شدگی» را به ادبیات علمی معرفی کرد، اظهار داشت که این اصطلاح را باغبانها استفاده می‌کرد.

## مراحل رشد

### جوانه‌زنی دانه
نور اثرات عمیقی بر رشد گیاهان دارد. تأثیرات قابل توجهی از نور در هنگام مشاهده شدن جوانه‌ای تازه روییده از خاک مشاهده می‌شود و برای اولین بار در معرض نور قرار می‌گیرد.
معمولاً ریشه‌چه (ریشه اولیه) ابتدا از بذر ظاهر می‌شود و شبیه ساقه به نظر می‌رسد. بعداً، با رشد ساقه (به ویژه زمانی که به نور می‌رسد)، تشکیل ریشه ثانویه و انشعاب اتفاق می‌افتد. در این پیشرفت هماهنگ پاسخ‌های رشدی، ظاهر شدن اولیه پدیده‌های رشد با وابستگی ریشه و ساقه به هم اتفاق می‌افتد که در آن ریشه بر رشد ساقه و برعکس تأثیر می‌گذارد. به‌طور عمده، پاسخ‌های رشد به هورمون مرتبط است.

### رشد نهال
در غیاب نور، گیاهان طی یک الگوی رشد بی‌رنگ رشد می‌کنند. بی‌رنگ‌شدگی گیاهچه باعث می‌شود بلندتر شود، که بیرون آمدنش از خاک را تسهیل می‌کند.
جوانه‌ای که در تاریکی ظاهر می‌شود، به دنبال الگوی رشدی تحت عنوان ریخت‌زایی تاریک (رشد تاریک) بیرون می‌آید که مشخصه آن اتیلاسیون است. پس از قرار گرفتن در معرض نور، گیاهچه به سرعت به رشد نوری سوئیچ می‌کند.
بین رشد تاریکی و رشد نوری تفاوتهایی وجود دارد.
ویژگی‌های بی‌رنگ‌شدگی:

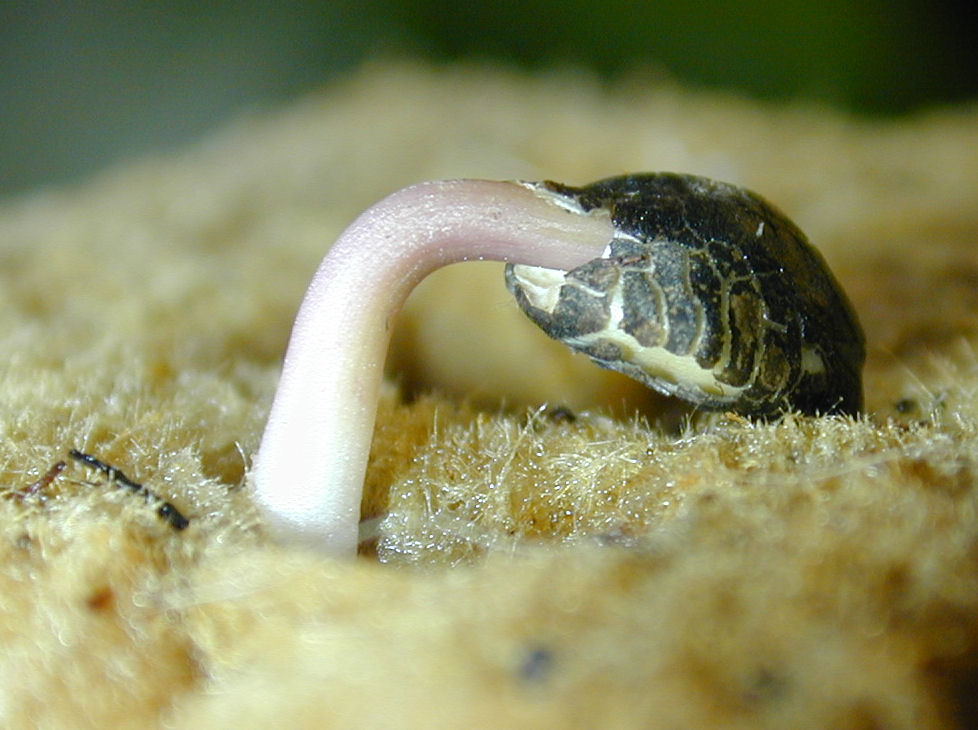
جوانه سفید رنگ یک گیاه دولپه‌ای که در تاریکی رشد کرده‌است.

- قلاب اپیکالی برجسته (دولپه‌ای) یا ساقه‌پوش (تک‌لپه‌ای)
- بدون رشد برگ
- بدون کلروفیل
- طول عمر سریع ساقه
- گسترش شعاعی محدود ساقه
- محدود شدن طول ریشه
- تولید محدود ریشه‌های جانبی

ویژگی‌های رشد نوری:
- قلاب اپیکالی یا ساقه‌پوش باز است
- رشد برگ افزایش می‌یابد
- کلروفیل تولید می‌شود
- افزایش طول ساقه سرکوب می‌شود
- گسترش شعاعی ساقه اتفاق می‌افتد
- طول ریشه افزایش می‌یابد
- رشد ریشه‌های جانبی تسریع می‌شود

تغییرات تکاملی حاصل از ریخت‌زایی نوری در گیاهان بی‌رنگ شده نیز با تابش نور از سر گرفته می‌شود.

### نوردورگی
برخی از گیاهان به نور برای تعیین زمان تغییر از مرحله رویشی به مرحله گلدهی رشد گیاه وابسته هستند. این نوع از ریخت‌زایی نوری به عنوان نوردورگی شناخته می‌شود که طی آن از گیرنده‌های نور قرمز یا فیتوکروم برای تعیین طول روز استفاده می‌کنند. در نتیجه آن گیاهان زمانی شروع به گل دادن می‌کنند که طول روز به «طول روز بحرانی» رسیده باشد. در آن زمان گیاه گلدهی خود را با توجه به فصلی که در آن قرار دارد شروع می‌کند. برای مثال، گیاهان «روز بلند» برای شروع گلدهی به مدت طولانی روز نیاز دارند، و گیاهان «روز کوتاه» باید روزهای کوتاهی را قبل از شروع گلدهی تجربه کنند.
نوردورگی همچنین بر رشد رویشی گیاه تأثیر می‌گذارد، از جمله در خواب عمیق در گیاهان چند ساله، هر چند این اثر به عنوان اثر نوردورگی در سوئیچ به مرحله گلدهی مستند نشده‌است.

## گیرنده‌های نوری
به‌طور معمول، گیاهان به طول موج‌های مختلف نور در مناطق آبی و قرمز حساس هستند. گیرنده‌های نوری طول موج قرمز به عنوان فیتوکروم شناخته می‌شوند. حداقل ۵ نوع گیرنده نوری از خانواده فیتوکروم وجود دارند. گیرنده‌های نور آبی نیز نام کریپتوکروم دارند. ترکیبی از فیتوکروم‌ها و کریپتوکرومها باعث رشد و گلدهی گیاهان می‌شود.

### نور قرمز
گیاهان از فیتوکروم برای تشخیص و پاسخ به طول موج‌های قرمز استفاده می‌کنند. فیتوکرومها پروتئین‌های سیگنال دهنده ای هستند که ریخت‌زایی نوری را در پاسخ به نور قرمز انجام می‌دهند. فیتوکروم تنها فورورسپتور شناخته شده‌است که نور را در طیف قرمز به‌طور خاص و فقط برای مقاصدی که نیاز به حساسیت به نور وجود دارد، جذب می‌کند. فیتوکرومها پروتئین‌هایی با رنگدانه‌های جذب کننده نور به نام کروموفور هستند. کروموفور یک تتراپیرول خطی به نام فیتوکروموبیلین است.
اکثر گیاهان فیتوکروم چندگانه توسط ژن‌های مختلف کدگذاری شده‌اند. اشکال مختلف فیتوکروم پاسخ‌های مختلفی را کنترل می‌کنند، اما فراوانی آنها باعث می‌شوددر غیاب یک فیتوکروم بقیه عملکردهای از دست رفته را جبران نمایند. تجزیه و تحلیل مولکولی ژن‌های فیتوکروم و ژنهای کدگذاری کننده آنها در آوندداران مانند سرخسها، قارها، جلبک‌ها و باکتری‌های فتوسنتز کننده نشان داده‌اند که فیتوکروم‌ها از فوتورسپتورها پروکاریوتی تکامل یافته‌اند.

### نور آبی
گیاهان دارای حسگرهای حساس به نور آبی نیز هستند که عملکرد متفاوتی دارند. بر اساس مطالعات انجام شده روی طیف عمل، جهش‌ها و تجزیه و تحلیل‌های مولکولی، مشخص شده‌است که آوندداران دارای حداقل ۴ و احتمالاً ۵ نوع گیرنده مختلف حساس به نور آبی هستند.
کریپتوکرومها اولین گیرنده‌های نور آبی بودند که در جانداران تکامل پیدا کرده و مسئول واکنش‌های نور آبی در ریخت‌زایی نوری شدند. آنها از پروتئین فلاوین به عنوان کروموفور استفاده می‌کنند. کریپتوکرومها از فوتولیز DNA میکروبی که آنزیمی است که انجام تعمیرات آسیبهای حاصل از برخورد نور فرابنفش به را بر عهده دارد تکامل یافته‌اند. دو نوع مختلف از کریپتوکرومها وجود دارد که در گیاهان شناسایی شده‌اند، CRY1 و CRY2. کریپتوکرومها کنترل طول عمر ریشه، گسترش برگ، ریتم روزانه و زمان گلدهی را انجام می‌دهند. علاوه بر نور آبی، آنها همچنین تابش فرابنفش طولانی مدت (UV-A) را درک می‌کنند. با اینکه که کریپتوکرومها اولین بار در گیاه کشف شدند، آزمایشگاه متعددی ژن‌های هومولوگ و گیرنده‌های نوری در جانداران دیگر، از جمله انسان، موش و مگس را شناسایی کرده‌اند.
گیرنده‌های نور آبی ای وجود دارند که نقشی در ریخت‌زایی نوری ندارند. به عنوان مثال، فوتوتروپین یک گیرنده نور آبی است که نوردورگی را کنترل می‌کند.

### نور فرابنفش
گیاهان به نور فرابنفش نیز پاسخ‌های مختلفی نشان می‌دهند. UVR8 نشان داده شده‌است که یک گیرنده فرابنفش از نوع UV-B است.